# Мадам Баттерфляй
«Мада́м Баттерфля́й» (італ. Madama Butterfly) — опера Джакомо Пуччіні на 2 дії 3 картини; лібрето Луїджі Ілліки (1859—1919) і Джузеппе Джакози (1847—1906) за мотивами драми Дейвіда Беласко «Гейша», написаної за мотивами однойменної журнальної повісті Джона-Лютера Лонґа.

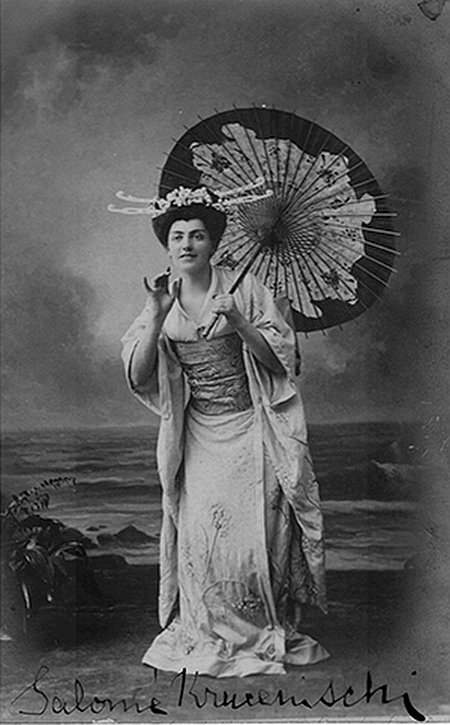
Соломія Крушельницька в ролі Чіо-Чіо-сан

- Уперше поставлено: Мілан, театр «Ла Скала», 17 лютого 1904 року;
- В новій редакції: Брешія, театр «Ґранде»[it], 28 травня 1904 року.

## Зміст
Дія відбувається в Нагасакі в кінці XIX століття.

### Дія перша
Японський будинок на одному з пагорбів поблизу Нагасакі. Горо показує його американському лейтенантові морського флоту Пінкертону, що збирається жити тут з юною гейшею Чіо-Чіо-сан: їхній шлюб за японським ритуалом має незабаром відбутися. З'являється американський консул Шарплес, що йому Пінкертон викладає свої легковажні погляди на життя, зокрема, на шлюб з японкою, залишає йому можливість згодом одружуватися з американкою. Але ось далеко лунають голоси Чіо-Чіо-сан та її друзів. Чіо-Чіо-сан, прозвана Баттерфляй, розповідає про своє життя: батько її був знатний самурай, але бідність змусила дівчину стати гейшею. Вона готова зректися своєї релігії, якщо цього хоче Пінкертон. Коли церемонія одруження завершується, починається веселий бенкет, що його перериває прихід розгніваного дядька Баттерфляй — бонзи. Він дізнався про наміри племінниці перейти в християнство і проклинає її разом з іншими родичами. Пінкертон усіх проганяє і веде свою дружину в будинок.

### Дія друга

#### Частина перша
Минуло три роки. Баттерфляй у своєму будинку чекає повернення Пінкертона й переконує служницю Судзукі, що він незабаром повернеться. Входять Шарплес і Горо: в руках у консула лист, — у ньому Пінкертон просить його повідомити Баттерфляй, що він одружився з американкою. Шарплес ніяк не наважується сказати про це молодій жінці. Він радить їй погодитися на пропозицію принца Ямадорі. Баттерфляй показує їм свого маленького сина: він чекає батька. Чути гарматний постріл, — він сповіщає, що в порт прибув американський корабель. Баттерфляй охоплена радістю, вона прикрашає будинок квітами й чекає Пінкертона. Настає ніч. Судзукі засинає біля дитини, Баттерфляй не спить.

#### Частина друга
Світає. Баттерфляй, утомившися від безсонної ночі, прилягла відпочити. У цей момент у будинок заходять Пінкертон, його дружина Кет і консул: лейтенант сподівається, що його колишня кохана віддасть йому дитину. Дізнавшись від Судзукі, як вона чекала його, він не може стримати хвилювання. Баттерфляй по обличчю Кет і зі слів консула здогадується про все. Вона віддасть сина тільки за півгодини. Коли всі йдуть, вона завішує кімнату й готується до смерті. Судзукі заштовхує до кімнати хлопчика, сподіваючись відвернути мати від жахливого наміру. Молода жінка ніжно прощається з ним, дає йому іграшки й зав'язує очі, й за ширмою завдає собі удару кинджалом. У неї ще вистачає сил повернутися до дитини й в останнє обійняти його. Пінкертонів голос кличе її, лейтенант і консул заходять у кімнату. Чіо-Чіо-сан, умираючи, слабким жестом показує їм на сина.

## Постановки
Пуччіні довго вагався, кому довірити партію Чіо-чіо-сан, і після довгих роздумів зупинив свій вибір на Розіні Сторкіо. Прем'єра опери «Мадам Баттерфляй» відбулась у театрі «Ла Скала» в Мілані 17 лютого 1904 року. Незважаючи на впевненість композитора і мистецтвознавців, що прем'єра пройде з успіхом, її не сприйняли і навіть гучно засвистали. Це було страшним ударом для Пуччіні. Він не хотів нікого бачити й ні з ким розмовляти, та друзям вдалося його переконати, що варто ще раз спробувати.
Зі зміною виконавиці головної ролі на українську співачку Соломію Крушельницьку, та деяких деталей (особливо в першій дії), а також із поділом двох актів на 3 частини (тобто практично на 3 акти) опера через 3 місяці мала тріумфальний успіх у театрі «Ґранде» в Брешії.
Рінальдо Кортопассі писав про повторну прем'єру в Брешії:
|  | «Соломії було надано можливість проявити себе у Брешії. Ішлося про перемогу в боротьбі за завоювання втраченого прапора, за поновлення лаврового вінка, з якого пообскубували листя. Твір Пуччіні „Мадам Баттерфляй“, тендітний і барвистий метелик, по невдалому хрещенні в Мілані зажадав тепер апеляційного суду в Брешії, суду, який би вирішив його подальшу долю. І співачка відродила метелика, що його придушила публіка „Ла Скала“. Якщо опера Пуччіні — чарівна спокусниця наївних і ніжних сердець — кружляє в неослабленому ритмі по сценах усіх оперних театрів світу, це сталося завдяки перемозі у Брешії, яку здобула Соломія Крушельницька, зробивши можливим цей злет і політ». |

Безмежно вдячний композитор підписав Соломії Крушельницькій свій фотопортрет:
|  | «Найчудовнішій та найчарівнішій Баттерфляй. Джакомо Пуччіні. Торре дель Лаґо, 1904 р.» |

1907 року видавництво «Рікорді» опублікувало остаточну версію клавіру опери.
1909 року було видано український переклад лібрето Степана Чарнецького.

## Японський тематизм в опері
Музика опери значною мірою використовує японську і, частково, американську інтонаційні сфери, і їх зіставлення відображає конфлікт не тільки між ключовими дійовими особами (американцем Пінкертоном і японкою Чіо-Чіо-Сан), але і репрезентує конфлікт американської та японської культур. Композитор використовує мелодії японських народних пісень «Miyasan», «Kimigayo», «Ha-Uta», «Sakura», «O Yedo Nihon-Bashi» та «Jizuki-Uta», який, з точки зору європейського слухача, привносять в оперу екзотику. У сцені одруження в І дії автор використовує мелодію японського гімну «Kimigayo» як характеристику Чіо Чіо Сан, а в арії Пінкертона — мелодію американського гімну «The Star Spangled Banner», що на думку дослідників підкреслює культурну і політичну різницю між персонажами. Таким чином використання японського мелосу пов'язано не тільки з бажанням привнести екзотику, але має драматургічне навантаження. 